# Зах, Франтишек
Фра́нтишек Алекса́ндр Зах (серб. Фрања Александар Зах; 1 мая 1807 — 14 января 1892) был чешским военным теоретиком, который служил в Сербии, в звании генерала. В 1876 году возглавлял генеральный штаб Сербии. Он был активным панславистом и принял участие во многих сражениях. В его честь названа одна из улиц города Брно.

## Биография

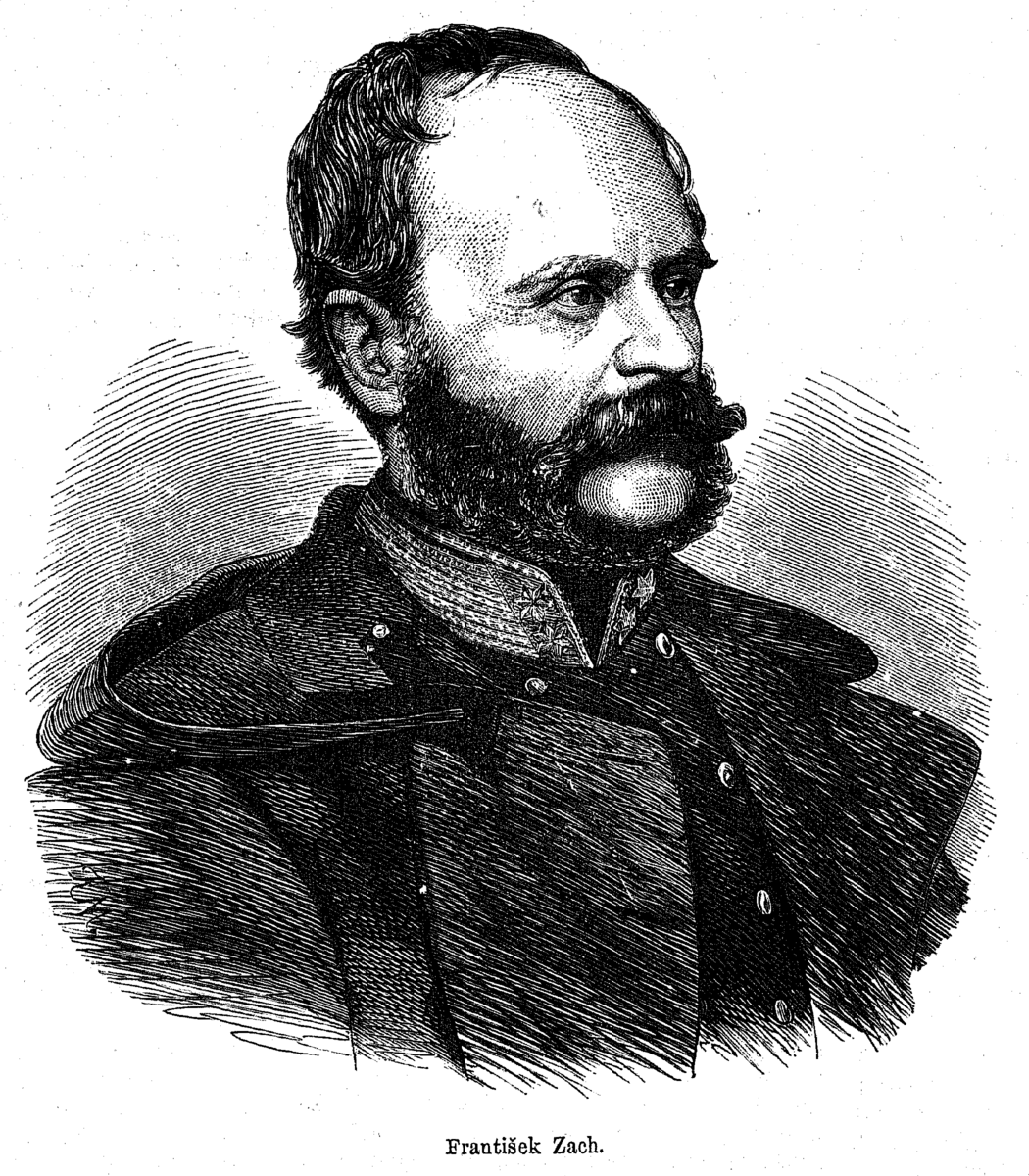
Франтишек Зах в 1867

Франтишек Александр Зах родился в Оломоуце, и вырос в городе Брно (Моравия), в семье поставщиков питания. В 1824 году окончил немецкую гимназию в Брно, а затем завершил право в Вене и работал клерком в разных городах Моравии. Он принял участие в польском восстании 1830 года на стороне Польши, а затем жил во Франции и посвятил себя военной теории, позже отправился в Сербию, где участвовал в войнах за независимость. 1848 год он провел в Праге и принял участие в составе делегации чехов и словаков во Всеславянском съезде в Праге. В 1849 году он вернулся в Белград и работал там в качестве учителя, основал Военную академию, где в течение длительного времени и проработал. Он также был главой и преподавателем в артиллерийском училище Белграда, созданном в 1850 году по его предложению. После того как Зах стал главой училища, ему было присвоено звание артиллерийского капитана первого класса. До этого момента он официально числился гражданским служащим. В 1857 году получил чин майора, в 1862 году — чин подполковника, в 1870 году стал полковником.
В 1858 году, вместе с австрийским консулом Ханом исследовал моравско-вардарский район с целью подготовления строительства дороги Вена-Белград-Салоники. В 1859 году после смены правящей династии Зах покинул Сербию, однако вновь был приглашен уже через год и возглавил артиллерийское управление в Крагуеваце. С весны 1867 года исполнял обязанности военного министра. Зах был советником князя Михайло Обреновича, получил звание генерала в 1875 году, и в этом звании он участвовал в войнах с Османской империей в 1876, возглавляя Ибарскую армию. Он был ранен и потерял ногу. В конце концов, в 1882 он вернулся в Брно, где умер в 1892 году.

## Награды
- Княжество Сербия Орден таковского креста с мечами 2-й степени
- Княжество Сербия Орден таковского креста 3-й степени
- Княжество Сербия Орден таковского креста 5-й степени
- Княжество Сербия Орден белого орла 2-й степени

## Комментарии
1. ↑  Встречается вариант первого имени Фра́ня и вариант второго имени Алекса́ндар